# Macairea spruceana
Macairea spruceana är en tvåhjärtbladig växtart som beskrevs av Otto Karl Berg och José Jéronimo Triana. Macairea spruceana ingår i släktet Macairea och familjen Melastomataceae. Inga underarter finns listade i Catalogue of Life.